# Silberbach (Gurk)
Der Silberbach ist ein Bach in Mittelkärnten in den Gemeinden Friesach, Guttaring und Kappel am Krappfeld, der als linker Zubringer in die Gurk mündet.
Der Name ist ein Hinweis auf den Silberbergbau, der früher in dieser Region betrieben wurde. In der ersten Hälfte des 12. Jahrhunderts wird das Gewässer auch als Pazarich-Fluss urkundlich erwähnt, was vom Ortsnamen Passering abgeleitet wurde. Regional wurde das Gewässer auch anders benannt, gewöhnlich nach einem jeweils flussaufwärts gelegenen Ort, daher Ratteinerbach im Mittellauf, Urtlbach bei Guttaring, und Guttaringbach im Unterlauf. 
Der Silberbach entspringt im Norden der Gemeinde Guttaring, am Westhang des Waldkogels, etwa 6 km nordnordwestlich der Pfarrkirche Maria Waitschach, auf einer Höhe von 1335 m. Er fließt zunächst wenige hundert Meter in westliche Richtung, wendet sich dann nach Süden und bildet auf einer Länge von etwa 4 km die Grenze zwischen den Gemeinden Friesach und Guttaring. Der Silberbach durchfließt den Ratteingraben und den Urtlgraben und nimmt bei der Ortschaft Guttaring von rechts den Dobischerbach auf, mit einem Einzugsgebiet von 10 km² der größte Nebenfluss des Silberbachs. Beim Gemeindehauptort Guttaring weitet sich das Tal das Silberbachs. Über den Rabachboden erreicht der Bach das Krappfeld, fließt an den östlichen Rändern der Dörfer Silberegg und Kappel am Krappfeld vorbei, durchfließt den Ort Passering und mündet nach einem Lauf von insgesamt gut 25 km linksseitig in die Gurk.